# حزب الشعب (روسيا)
حزب الشعب الروسي (بالروسية: Народная Партия Российской Федерации)، هي حزب سياسي روسي، تأسس سنة 2000، وأعلنت حلها سنة 2007، وكانت مقر الحزب في العاصمة الروسية موسكو.